# Пелликан, Конрад
Конрад Пелликан (латинизированное Kürschner) (нем. Konrad Pellikan, англ. Konrad Pellicanus; 9 января 1478, Руффак, Эльзас — 5 апреля 1556, Цюрих, Швейцария) — швейцарский учёный-гуманист, монах-картезианец, теолог и религиозный реформатор. Христианский гебраист, один из пионеров библиотечного дела.

## Биография
В 1491—1492 годах обучался в Гейдельбергском университете. Вернувшись в Руффак, бесплатно учил в школе францисканского монастыря, при этом он мог брать книги из монастырской библиотеки, и в шестнадцатилетнем возрасте решил стать монахом. Этот шаг помог ему в повышении образования, поскольку он в 1496 году был отправлен в университет Тюбингена.
Будучи монахом, преподавал иврит, греческий язык, математику и космографию во францисканском монастыре святой Катерины в Руффахе в верхнем Эльзасе. Впоследствии читал лекции в Пфорцхайме и Тюбингене. Одним из его учеников в Руффаке был известный гуманист Себастиан Мюнстер, повлиявший на распространение учения Пелликана.
Будучи профессором богословия в Базеле и в Цюрихе, в 1519 году примкнул к швейцарской Реформации, поддержав Ульриха Цвингли.
Составил многочисленные комментарии к библейским книгам, первые в Германии словарь и учебник еврейского языка (1504), а также составил «Летопись своей жизни», изданную на латинском языке (Базель, 1877) и в немецком переводе (Страсбург, 1891). Является также автором «Хроникона», перевёл с иврита на латинский язык несколько произведений, например, комментарий Бен Ашера о Торе и работу раввина Пирке Элиезера (Eliezer filius Hircani) «Liber sententiarum Judiacarum» (1546).

## Избранные труды
- De modo legendi et intelligendi Haebrarum. Strasbourg, 1504.
- Quadruplex Psalterium. Basel, 1516.
- Quadruplex Psalterium Davidis. Strasbourg, 1527.
- Comentaria bibliorum. 7 volumes. Zurich, 1532—1539.
- Explicatio libelli Ruth. Zurich, 1531.
- Index bibliorum. Zurich, 1537.
- Ruth: Ein heylig Büchlin des alten Testament, mit einer schoenen kurtzen außlegung. Zurich, 1555.